# منجی (افغانستان)
منجی (به لاتین: Munji) یک منطقهٔ مسکونی در افغانستان است که در ولایت بدخشان واقع شده‌است.